# Julius Busch (Pastor)
Julius Theodor Wilhelm Busch (* 7. Oktober 1879 in Birsgallen, Gouvernement Kurland, Russisches Kaiserreich; † 29. Julijul. / 11. August 1907greg. bei Nerft, Gouvernement Kurland), zur Unterscheidung von seinem Vater auch Julius Busch junior genannt, lettisch Jūliuss Teodors Vilhelms Bušs, war ein deutsch-baltischer Pastor. Er gilt als evangelischer Märtyrer und wird in Oskar Schaberts Baltischem Märtyrerbuch erwähnt.
Die Datumsangaben in diesem Artikel richten sich, wenn nicht anders angegeben, für den Zeitraum bis 1918 nach dem julianischen Kalender.

## Familie
Mitglieder der kurländischen Familie Busch waren über Generationen hinweg Pastoren von Birsgallen. 
Julius Busch jun. wurde als Sohn des lutherischen Pastors und Propstes Julius Wilhelm Busch (Julius Busch sen., 1842–1914) und der Emmy Anna Amalie Busch (geb. Lippinger, * 1844) geboren. Seine älteren Brüder waren der Pastor und Oberlehrer Carl Christian Gottfried Busch (* 1872), Maximilian Busch (* 1873) und Alfred Otto Adolf Busch (1875–1912), seine jüngeren Brüder Johannes Theodor Wilhelm Busch (* 1881) und Ernst Robert Johann Busch (* 1883), seine jüngere Schwester Elisabeth Emmy Clara Busch (* 1885, verheiratete Böttiger). Julius Busch jun. blieb bis zu seinem Tode ledig.
Bis 1894 war Julius Busch sen. Pastor von Birsgallen. Dann wurde er Pastor von Nerft in Oberkurland und Propst von Selburg. Der Russischen Revolution von 1905 mit ihren atheistischen und gewalttätigen Aspekten stand er als energischer Gegner gegenüber. Die Mehrheit der Gemeinde stand in dieser Angelegenheit hinter ihrem Pastor und lehnte die Botschafter der sozialistischen Kampforganisationen entschieden ab, eine Minderheit aber folgte den Sozialisten und wollte sich des Pastors entledigen. Es gab sogar Morddrohungen. Die Konflikte zwischen beiden Flügeln nahmen immer mehr zu. Schließlich gab Julius Busch sen. sein Pastorenamt in Nerft auf und wechselte wieder nach Birsgallen, um gewalttätige Auseinandersetzungen zwischen beiden Gruppen zu vermeiden. Die Entscheidung fiel ihm schwer, da ihm die Gemeinde am Herzen lag. In Birsgallen wurde er gerne aufgenommen.

## Leben

### Ausbildung und Amtsführung
Julius Busch jun. besuchte von 1894 bis 1900 das Stadt-Gymnasium in Riga. Danach studierte er von 1900 bis 1905 Theologie an der Kaiserlichen Universität Dorpat. 1900 wurde er in die Studentenverbindung Curonia aufgenommen, in der er Kassenvorsteher und Chargierter wurde. Er schloss sein Studium als graduierter Student ab. 
1902 wurde er Hauslehrer in Samm im Gouvernement Estland. 1906 wurde er Oberlehrer für Religion in Sankt Petersburg, nämlich am Wiedemannschen Gymnasium und anderen Schulen. Sein Kandidatenjahr versah er in derselben Stadt, wo man ihn ungern gehen ließ, denn sein Wissen im theologischen Bereich galt als gründlich, sein Wesen als menschenfreundlich und sein Glaube als tief. Die Karrierechancen, die sich daraus ergaben, schlug er aus, als er zurück nach Kurland gerufen wurde. Von Juni bis November 1906 war er Pastor-Adjunkt in Alt- und Neu-Rahden.
Julius Busch jun. war von 1906 bis 1907 Diözesan-Adjunkt in Sonnaxt für die Diözese von Selburg. In dieser Funktion betreute er die unbesetzten Pfarren von Nerft, Salwen, Saucken und Setzen. Er trat zu der Zeit in den Dienst der Diözese, als sein Vater sein Pastorenamt in Nerft aufgegeben hatte. Er konnte die Gemeinde von Nerft, in der er auch eine Predigt hielt, schnell für sich gewinnen. Die Gemeinde wollte ihn als Pastor haben.
Ab Weihnachten 1906 versah Julius Busch Dienste in Nerft, ab März als Seelsorger. Im Mai oder Juni 1907 wurde Julius Busch jun. dann offiziell Nachfolger seines Vaters als Pastor der überwiegend lettischen Gemeinde zu Nerft. Julius Busch jun. wurde von seiner Gemeinde freundlich aufgenommen. Er musste die Gemeinde nach den Wirren der Revolution neu aufbauen und gab sich begeistert seinem Amt hin. Besonders bemühte er sich um die Jugendarbeit, um die jungen Leute vor den Gefahren zu schützen, die er in dem sich verbreitenden sozialistisch-nationalistischen und atheistischen Gedankengut sah. Er veranstaltete eigene Jugendgottesdienste, gab persönlich Religionsunterricht in der Schule der Gemeinde und besuchte die Eltern der jungen Leute auf ihren Höfen. Die Sozialisten erkannten, dass Julius Busch die Arbeit seines Vaters mit jugendlicher Energie fortsetzte. Es kam zu Morddrohungen, nachdem die Lage für die Kirche sich schon beruhigt zu haben schien. Der Einfluss des Julius Busch jun. stieg, was nur durch seinen Tod beendet werden konnte.
Am 15. Julijul. / 28. Juli 1907greg. fand Julius Busch während eines Gottesdienstes im Klingelbeutel ein Schriftstück. Darin wurde ihm mit dem Tod gedroht, falls er nicht aufhören würde, gegen die Revolutionäre zu predigen. Dennoch predigte er auch am darauffolgenden Sonntag in Ilsenberg (heute: Ilgė in Litauen) gegen Aufruhr und Gotteslästerung in seiner Gemeinde.

### Gewaltsamer Tod
Am Sonntag, dem 29. Julijul. / 11. August 1907greg. sahen die Viehhüter des Wirtes P. morgens zwei verdächtige Männer, wohl Auftragsmörder, auf der Landstraße zur Filialkirche in Ilsenberg auf und ab gehen. Einer hatte einen schwarzen Bart und trug einen schwarzen Mantel. Der zweite hatte einen blonden Schnurrbart und war hell gekleidet. Um 9.30 Uhr passierte Julius Busch bei der Fahrt zum Gottesdienst in der Filialkirche mit seinem Einspänner auf dieser Landstraße etwa 6 km von seinem Pastorat entfernt in der Nähe der Kirche ein Wäldchen. Er befand sich ziemlich genau auf der Grenze zwischen Nerft und Ilsenberg. Die zwei Personen gingen ihm im Verborgenen entgegen. Busch fuhr zwischen beiden hindurch. Von einem an der Straße gelegenen zerklüfteten Hügel aus gab einer der beiden aus einem Gebüsch einen Schuss aus einer Pistole der Marke Browning auf ihn ab, der nicht traf. Busch rief dem Kutscher Eewin zu, er möge schneller fahren. Es folgte ein weiterer Schuss. Das Pferd wurde getroffen und starb sofort. Der Kutscher erhielt einen Schuss in den Unterleib und einen in den Kopf, der ihn sofort tötete. Als Nächstes wurde der Pastor getroffen. Als er versuchte, aus der Kutsche zu springen, wurden weitere Schüsse auf ihn abgegeben. Er erhielt insgesamt zwei Streifschüsse; eine weitere Kugel traf ihn im Nacken und trat aus dem Ohr wieder aus. Er brach sofort tot zusammen. Die Kugeln trafen einen der Reisenden von unten links, den anderen von unten rechts. Busch starb im Alter von nur 27 Jahren.
Die Schüsse wurden von den umliegenden Gesinden aus gehört. Die Attentäter sind vor und nach der Tat von einem Hütemädchen und einem Mann gesehen worden, welche die Täter später beschreiben konnten. Busch und Eewin wurden in einem Graben auf Nerftschem Gebiet vorgefunden. Die Fingerringe Buschs und die silberne Taschenuhr Eewins waren entwendet worden. Der Wagen war umgestürzt und lag auf den Füßen der Toten. An dem Wagen war ein Brett befestigt worden. Dieses war auf einer Seite mit einer revolutionären Parole beschriftet, auf der anderen Seite mit einer Obszönität. Das Pferd fand sich 100 Schritte weiter auf Ilsenberger Gebiet. 
Angesichts der kurzen Amtszeit Buschs und aufgrund der Zeugenbeschreibung wurde vermutet, dass es sich bei den Attentätern nicht um Gemeindemitglieder, sondern um Fremde gehandelt hat, politische Motive galten als sicher. Möglicherweise gab es einen Exekutionsbefehl gegen Busch, vielleicht wurden die Attentäter auch bezahlt. Ein mögliches Motiv war eine Machtdemonstration der Revolutionäre, ein anderes die Zugehörigkeit Buschs zur deutsch-baltischen Ethnie, mit der er von den Revolutionären vielleicht als unpassend für eine mehrheitlich lettische Gemeinde betrachtet wurde, die nicht bevormundet werden sollte.

## Nachleben
Der örtliche Landgendarm meldete die Tat am 29. Julijul. / 11. August 1907greg. vormittags um 11 Uhr telefonisch an den gerade in Jakobstadt anwesenden Kreischef. Um 13 Uhr 30 begab dieser sich mit seinen Gehilfen und einer Abteilung Kosaken aus Groß-Salwen, die ebenfalls telefonisch verständigt worden waren, zu Pferd an den Tatort. Die Umgebung wurde durchsucht. Es kam zu mehreren Verhaftungen; die Polizei zeigte sich zuversichtlich, dass sich unter den Festgenommenen Tatbeteiligte befanden, deren genaue Anzahl unbekannt war. Eine Überquerung der nahegelegenen Grenze zum Gouvernement Kowno durch die Täter hätte die Strafverfolgung erschwert. Unter den Festgenommenen befanden sich nicht die Attentäter selbst, wohl aber ortskundige Führer, welche den fremden Attentätern geholfen hatten. Es wurden zehn Personen verhaftet, vier davon Frauen, darunter eine 16-Jährige. Sie wurden nach Überführung unter strenger Bewachung in Jakobstadt inhaftiert. An den Bahnhöfen der Linie Mitau-Kreuzburg wurden Polizeikontrollen durchgeführt, am 30. Julijul. / 12. August 1907greg. um 12 Uhr mittags wurde auch ein von Kreuzburg nach Riga fahrender Zug in der Nähe der Station Riga II durchsucht. Dabei kam es nicht zu weiteren Verhaftungen.
Die Tat wirkte auf die ansässige Bevölkerung höchst beunruhigend, auch wegen der zu erwartenden Strafen und Repressalien. Die Diskussion über die politische Haltung der Kleingrundbesitzer wurde von Manchen auf die Tat zurückgeführt.
Julius Busch wurde am 2. Augustjul. / 15. August 1907greg. auf dem Kirchhof in Nerft beerdigt. Zu den Gästen gehörten acht Pastoren, Gutsbesitzer aus der Nachbarschaft und einige Mitglieder seiner Gemeinde, die einen Kranz niederlegten. Sein Vater hielt eine Rede, in der er sagte: „Ich spreche es dreist vor Gott und der ganzen Welt aus, dass nicht Nerftsche Gemeindeglieder ihn überfallen haben, sondern diejenigen, die mich aus Nerft vertrieben haben, und die nach meinem Blute trachteten. Ach! Warum haben sie es nicht mit mir, einem alten Manne getan?“
Die „Rigas Awise“ vermutete, dass die Mordtat an Busch die Bevölkerung gegen die Revolution aufbringen würde, und urteilte, dass eine Revolution, welche die Bevölkerung hinter sich habe, nicht auf solche Methoden zurückgreifen müsse. Die „Latwija“ drückte die Enttäuschung aus, dass die Morde nach der längeren vorhergehenden Ruhepause fortgesetzt würden.
Trotz anfänglicher Hoffnungen und intensiver Ermittlungen waren die eigentlichen Attentäter am 6. Augustjul. / 19. August 1907greg. noch nicht ermittelt.
O. Baronin von der Ropp erwähnte die Tat in ihrem in der „Rigaschen Rundschau“ veröffentlichten Tagebuch „In der Fremde.“.
Am 27. Oktober 1908 sprach das temporäre Kriegsgericht in Riga das Urteil gegen zwei Tatbeteiligte an der Ermordung Buschs und Eewins. Es wurde vom baltischen Generalgouverneur bestätigt.
Im Mai 1909 hielt der livländische Abgeordnete Baron Hans von Rosen eine Rede vor der Duma, in welcher er die Morde an dem orthodoxen Priester Jānis Līcis und den evangelischen Geistlichen Wilhelm Taurit, Karl Schilling, Ludwig Zimmermann, Alphons Fuchs, Julius Busch und Albert Grühn erwähnte. (Fuchs überlebte nach anderen Quellen den Anschlag trotz anfänglicher Todesmeldung.) Rosen bezeichnete die Genannten dabei als Märtyrer. Er betonte die Bedeutung auch der evangelischen Geistlichen als Stützen des Staates und warb für ein Ende der gesetzlichen Benachteiligung der evangelischen Kirche gegenüber der orthodoxen.